# برگوله
برگوله (به صربی: Brgule) یک روستا در صربستان است که در Ub Municipality واقع شده‌است.
 برگوله ۱۵٫۳۹ کیلومتر مربع مساحت و ۱٬۱۶۳ نفر جمعیت دارد و ۸۳ متر بالاتر از سطح دریا واقع شده‌است.